# Sit-re, chamada de In
A egípcia antiga e nobre Sit-re, chamada de In ou Sit-re In (também conhecida por Sitre In, Sitra In ou Sit-ra In) era a enfermeira da faraó Hatchepsut e teve a honra de se enterrada no Vale dos Reis, na tumba KV60.
Ela não era membro da família real, mas tinha um status muito grande devido ao seu cargo ter realações estreitas com a faraó. Em seu sarcófago foi encontrada a inscrição: sdt nfrw nsw in m3‘t ḥrw, significando A Enfermeira Real.